# Edge of spider-verse n.º 5
Edge of spider-verse n.º 5 es un cómic creado por el historietista estadounidense Gerard Way y el dibujante Jake Wyatt. Fue publicado en octubre de 2014 por Marvel Comics. Es el último capítulo de la miniserie Edge of spider-verse, que incluye cinco historias, centradas cada una en un superhéroe Spider-Man diferente, de un universo alternativo. Es parte de la colección Spider-Verse.
El cómic está ambientado en la ciudad de Nueva York, y la versión alternativa de Spider-Man en que se centra es SP//dr (pronunciado, en inglés, igual que spider), un proyecto del Gobierno compuesto por tres elementos: una piloto, una máquina y una araña radioactiva con poderes psíquicos, la que actúa como una mitad del cerebro que hace funcionar a SP//dr. De acuerdo al sitio web CBR, la máquina que conforma a este personaje está inspirada en la serie de anime Neon Genesis Evangelion.

## Trama
Hace cinco años, Richard Parker murió en su última misión con la armadura SP//dr, producto de un derrame cerebral. Pero Peni Parker, su hija, termina viviendo con los científicos y tíos Ben y May, por lo que, al tener una genética semejante, deciden someterla al proceso para usar la armadura de su padre: ser mordida por una araña genéticamente modificada que acepte su ADN; si lo hace, ella podrá usar la armadura, de lo contrario, ella morirá.
En el presente, Peni logró usar el traje, y ahora lucha contra supervillanos (todos reinventados en la cultura manganime). Ahora el nuevo villano es Mysterio, con la capacidad de crear un gas de miedo, y lo intenta con Peni, sin embargo ella usa su enlace psíquico con la araña para concentrarse y vencerlo. En la escuela, el reinventado Daredevil, quien la invita a luchar contra los que sabotearon la armadura hace cinco años de Richard (ya que lo conoció) y ella se columpia en los edificios con Daredevil, mientras le pregunta a Daredevil cómo era su padre. Al terminar, deciden esperar a más enemigos para saber más sobre la muerte de Richard, y Peni decide irse a pie a casa. En el metrobús, este llega a una estación y cuando la puerta se abre, la gente huye asustada, y de repente Peni se encuentra cara a cara con Spider-Ham y el Last Stand Spider-Man. Ellos le explican el peligro inminente que todas las arañas corren.

## Adaptaciones
Peni Parker y SP//dr aparecen en la película Spider-Man: Un nuevo universo, estrenada en 2018 y ganadora del premio Óscar a la mejor película de animación.